# 卢扎拉
卢扎拉（義大利語：Luzzara），是意大利雷焦艾米利亚省的一个市镇。总面积39平方公里，人口9167人，人口密度235.1人/平方公里（2009年）。ISTAT代码为035026。